# Galt MacDermot
Arthur Terence Galt MacDermot est un musicien (pianiste) et compositeur canado-américain né à Montréal (Canada) le 18 décembre 1928 et mort à Staten Island (New York) le 17 décembre 2018.

## Biographie
Durant sa jeunesse, Galt MacDermot étudie la musique à Montréal, Toronto et en Afrique du Sud où il décroche son Bachelor of Arts à l'université du Cap.
Après son retour à Montréal, au milieu des années 1950, il joue du piano dans plusieurs clubs de jazz et cabarets montréalais.
Après avoir séjourné à Londres, il se fixe en 1963 à New York, jouant dans des groupes de studio et de rhythm and blues. Ses créations préfigurent le funk d'un James Brown et de nombreux morceaux seront samplés par des musiciens de rap dans les années 1990, tels MF DOOM, Busta Rhymes, Run–D.M.C., DJ Vadim, etc.
Il est surtout célèbre pour avoir écrit la musique de la comédie musicale Hair en 1967 qui sera montée pour la première fois le 17 octobre de cette année au Public Theater à New York. Après sa reprise à Broadway et le succès international de cette comédie musicale rock, Galt MacDermot décide de consacrer la plus grande partie de son temps à la composition de nouvelles comédies musicales, jouant du piano uniquement lors de la présentation de quelques-unes de ses productions et lors de rares apparitions en public.
En 1979, il forme avec son fils le groupe The New Pulse Jazz Band avec lequel il sortira cinq albums,.
Il a écrit quelques musiques de films, comme Tinamer de Jean-Guy Noël sorti en 1987.
Son morceau « And He Will Not Come Again » de l'album Up from the basement (2003) a été samplé dans de nombreux titres de hip-hop, notamment dans un mix avec la chanson Que sera, sera (Whatever Will Be, Will Be) produit par Wax Tailor.
Il meurt la veille de ses 90 ans, le 17 décembre 2018, à son domicile new-yorkais de Staten Island.

## Comédies musicales
- My Fur Lady (1957)
- Hair (1967)
- Isabel's a Jezebel (1970)
- Who the Murderer Was (1970)
- Two Gentlemen of Verona (1971) d'après Shakespeare
- Dude (1973)
- Via Galactica (1973)
- The Human Comedy (1984) d'après William Saroyan
- The Special (1985)
- The Legend of Joan of Arc (1997)
- Sun' (1998)
- Blondie (1998)
- The Corporation (1999)

## Distinctions
- Grammy Award pour African Waltz en 1960 qui apparaît sur l'album homonyme de Cannonball Adderley.
- Grammy Award pour Hair en 1972.
- Songwriters Hall of Fame en 2009.

## Source
- L'encyclopédie canadienne Historica